# Scott Ellis
Scott Ellis (Washington, 19 aprile 1957) è un regista statunitense, attivo in campo teatrale e televisivo.

## Biografia
Scott Ellis entrò nel mondo dello spettacolo come attore e cantante, recitando a Broadway nei musical Grease (1978), Musical Chairs (1980) e The Rink (1984) con Liza Minnelli e Chita Rivera. A partire dalla fine degli anni 80 Ellis cominciò a lavorare come regista, ottenendo una prima commissione importante nel 1990, quando diresse la produzione della New York City Opera del musical A Little Night Music. Nel 1993 ottenne il suo primo successo quando diresse un revival di Broadway di She Loves Me, che gli valse il Laurence Olivier Award alla miglior regia in un musical quando lo show fu riproposto a Londra nel 1995. Nel 1995 diresse Helen Mirren in Un mese in campagna a Broadway, a cui seguirono apprezzati revival di Company (1995), 1776 (1997), Il divo Garry (1998), The Boys From Syracuse (2002), The Elephant Man con Bradley Cooper (2014) e Kiss Me, Kate (2019). Nel corso della sua carriera è stato candidato a sei Drama Desk Award, vincendone uno nel 1991, e a nove Tony Award tra il 1994 e il 2019.

## Filmografia

### Regista
- Frasier - serie TV, 9 episodi (2000-2004)
- Out of Practice - Medici senza speranza - serie TV, 1 episodio (2005)
- Una pupa in libreria - serie TV, 3 episodi (2005-2006)
- Hope & Faith - serie TV, 9 episodi (2005-2006)
- 30 Rock - serie TV, 2 episodi (2006-2009)
- The Closer - serie TV, 3 episodi (2007-2009)
- Desperate Housewives - serie TV, 1 episodio (2008)
- Weeds - serie TV, 18 episodi (2008-2011)
- Modern Family - serie TV, 3 episodi (2010-2011)
- La fantastica signora Maisel - serie TV, 2 episodi (2017-2018)